# Jerzy Waksmański

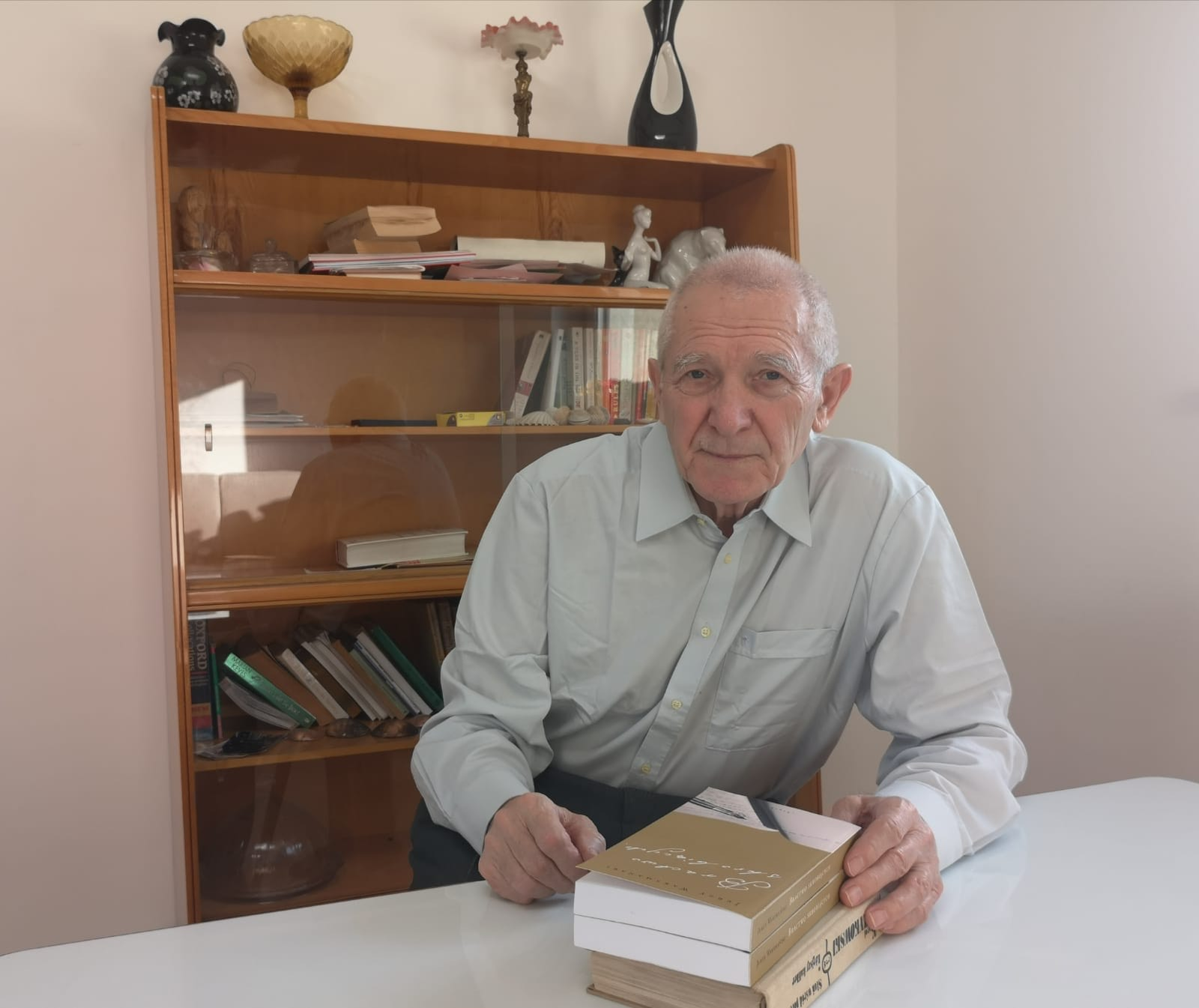
Jerzy Waksmański

Jerzy Waksmański (ur. 16 maja 1943 w Skarżycach, k. Zawiercia) ― polski prozaik, dziennikarz.

## Życiorys
Jeden z przedstawicieli nurtu chłopskiego w literaturze. Urodził się 16 maja 1943 roku w Skarżycach koło Zawiercia. Ojciec, Edward, był organistą w Skarżycach, a następnie w pobliskim Mrzygłodzie, gdzie przeniósł się wraz z rodziną. Jerzy Waksmański ukończył studia polonistyczne na Uniwersytecie Mikołaja Kopernika w Toruniu. Jako student zadebiutował w 1965 roku opowiadaniem „Rywal” w „Tygodniku Kulturalnym”. Dwa lata później otrzymał II nagrodę w Ogólnopolskim Konkursie Ludowej Spółdzielni Wydawniczej za powieść „Czarne łochynie”. W 1979 roku otrzymał III nagrodę w ogólnopolskim konkursie za słuchowisko „Awaria”. Teksty literackie zamieszczał na łamach „Współczesności” (1967-1968), „Pomorza” (1967―1970), „Faktów” (1970―1973),  „Miesięcznika Literackiego” (1970), „Nowego Wyrazu” (1972), „Tygodnika Kulturalnego” (1978), „Gazety Antykwarycznej” (2000―2001). Publikował w almanachu literackim „Rodowody” (red. J. Kajtoch. Warszawa 1974).
Po studiach pracował jako reporter i publicysta kulturalny w czasopismach pomorskich. Był sekretarzem Klubu Literackiego „Pomorze” w Toruniu. Po powrocie do rodzinnego Zagłębia Dąbrowskiego był dziennikarzem w redakcjach: „Panoramy”, Ośrodka Telewizyjnego w Katowicach- Bytkowie, „Trybuny Robotniczej”, „Trybuny Śląskiej”, sosnowieckiego oddziału „Dziennika Zachodniego”. W telewizji katowickiej zrealizował dla anteny ogólnopolskiej  reportaż filmowy „Pejzaże Bystrej” o życiu i malarstwie Juliana Fałata. Członek ZLP, Górnośląskiego Towarzystwa Literackiego w Katowicach. Odznaczony Srebrnym Krzyżem Zasługi.

## Twórczość
- "Czarne łochynie" (powieść 1967 r.)
- "Awaria" (słuchowisko radiowe 1979 r.)
- "Spadek" (powieść 1980 r. )

- "Bractwo skrobiących" (powieść 2018 r.)

## Opracowania
- Tomasz Burek: "Zamiast powieści". Eseje. Warszawa 1971, s. 280-286.
- Henryk Bereza: "Związki naturalne". Szkice literackie. Warszawa 1972, s. 292-295, wyd. 2 1978.
- Piotr Kuncewicz: "Agonia i nadzieja". T. 5: proza polska od 1956. Warszawa 1994, s. 160-161.
- Piotr Kuncewicz: "Leksykon polskich pisarzy współczesnych". T. 2. Warszawa 1995, s. 388-389.
- Stanisław Dubisz: "Wykładniki stylizacji gwarowej w utworze J. Waksmańskiego pt. "Czarne łochynie", Prace Filologiczne, Warszawa 1982, T. XXXI, s. 273-283.
- Stefan Pastuszewski: "Krótka historia literatury w Bydgoszczy". Bydgoszcz 2020, s. 30, 178, 179, 207, 211, 212, 232, 322, 328, 416, 481.